# Caldas
Caldas je departement v centrální Kolumbii. Je pojmenován po vědci a kolumbijském patriotovi Francisco José de Caldasovi. Sousedí s departementy Antioquia, Cundinamarca, Boyacá, Risaralda a Tolima. Správním střediskem departementu je město Manizales. Územím regionu protékají řeky Magdalena (na jeho západním okraji) a Cauca a procházejí horské masivy Západních Kordiller a Centrálních Kordiller. Nejvyšším bodem je Nevado del Ruiz (5 321 m n. m.).